# Håkan Andersson (professor)
Lars Paul Håkan Andersson, född 14 mars 1940 i Jakobstad, är en finländsk professor i pedagogik. Han var 1974-84 tf. professor vid Åbo Akademis pedagogiska fakultet i Vasa och professor därstädes 1984-2003. Åren 1992-95 var han rektor för Österbottens högskola.
Åren 2000-2010 var han ordförande för Svenska litteratursällskapet.